# Lauthiers

Lauthiers este o comună în departamentul Vienne, Franța. În 2009 avea o populație de 87 de locuitori.